# 拟蚕豆岩黄耆
拟蚕豆岩黄耆（学名：Hedysarum vicioides）为豆科岩黄耆属下的一个种。

## 扩展阅读
- 維基物種上的相關：拟蚕豆岩黄耆